# Тети Гранђа (Кунео)
Тети Гранђа је насеље у Италији у округу Кунео, региону Пијемонт.
Према процени из 2011. у насељу је живело 29 становника. Насеље се налази на надморској висини од 330 м.